# 帽珥冢站
帽珥冢站位于中华人民共和国陕西省西安市未央区景云路与永城路交叉口，是西安地铁10号线的地铁车站。

## 车站结构
本站为地下二层岛式站台车站。
| 地面     | 出入口             | A-D出入口                          |  |  |
| 地下一层 | 站厅               | 客服中心、自动售票机、长安通自助机 |  |  |
| 地下二层 |                    | █ 10号线往昭慧广场（团结村）       |  |  |
|          | 岛式站台，左侧开门 |                                    |  |  |
|          |                    | █ 10号线往井上村（终点站）         |  |  |

## 公共艺术
本站是10号线的标准站之一，将泾渭河“分明与融合”的形态具象化，四条飘带代表着线路连接的四个区域，并以流线型折片的表现形式与客流动线保持一致。

## 出入口
本站设有5个出入口。
|            |            |                                            |      |
| 编号       | 设施       | 指示                                       | 图片 |
| A          | 无障碍电梯 | 景云路（西）、永城路（北）                 |      |
| B1         |            | 景云路（西）、永城路（南）、永隆路         |      |
| B2         |            | 景云路（西）、永城路（南）、永隆路         |      |
| C          |            | 永城路（南）、景云路（东）、御井路、永隆路 |      |
| D          |            | 景云路（东）、永城路（北）                 |      |
| 无障碍电梯 |            |                                            |      |

## 历史
本站在建设时称作环园中路站，第一次站名公示称之为帽珥冢站，第二次公示为永城路站，最终定名为帽珥冢站。
- 2024年9月26日，车站随10号线一期通车启用[6]。